# Senegals herrlandslag i volleyboll
Senegals herrlandslag i volleyboll representerar Senegal i volleyboll på herrsidan. Laget har deltagit i afrikanska mästerskapet (där de som bäst blivit fyra) och afrikanska spelen (där de som bäst blivit trea).

### Fotnoter
1. ↑  ”African Games 1965” (på engelska). Volleybox. https://volleybox.net/men-african-games-1965-o6299. Läst 1 november 2023.
2. ↑  Todor Krastev. ”Men Volleyball II Africa Championship 1971 Cairo, Egypt - July - Winner Tunisia (2nd)” (på engelska). http://todor66.com/volleyball/Africa/Men_1971.html. Läst 18 april 2024.
3. ↑  Todor Krastev. ”Men Volleyball IV Africa Championship 1979 Tripoli, Libya - 09-15.11 - Winner Tunisia (3rd)” (på engelska). http://todor66.com/volleyball/Africa/Men_1979.html. Läst 31 oktober 2023.
4. ↑  ”Live Center - Men's African Nations Championship 2023” (på engelska). Fédération Internationale de Volleyball. https://live.app.fivb.com/tournaments/1408/matches. Läst 31 oktober 2023.